# Sarcolaena humbertiana
Sarcolaena humbertiana är en tvåhjärtbladig växtart som beskrevs av Alberto Judice Leote Cavaco. Sarcolaena humbertiana ingår i släktet Sarcolaena och familjen Sarcolaenaceae. Inga underarter finns listade i Catalogue of Life.